# Ил Вание

Остров Ил Вание (на английски и на френски: Île Vanier) е 35-ият по големина остров в Канадския арктичен архипелаг. Площта му е 1126 км2, която му отрежда 44-то място сред островите на Канада. Административно принадлежи към канадската територия Нунавут. Необитаем.
Остров Ил Вание е най-големият от групата от четири острова (Ил Вание, Камерън, Александър и Маси) известни под името о-ви Батърст и намиращи се на северозапад от големия остров Батърст в централната част на Канадския арктичен архипелаг. На север широкия едва 3,75 км проток Арнот Стрийт (Arnot Strait) го отделя от остров Камерън, а на юг протока Пиърс Стрийт (ширина 2 км, Pearse Strait) – от остров Маси. На 9,3 км на изток (залива Ърскин) се намира остров Батърст, а широкия проток Байам Мартин го отделя от остров Мелвил на запад.
Островът има овална форма, издължен от изток на запад на 53 км, а ширината му от север на юг е 35 км. Дължината на бреговата му линия е 169 км и е слабо разчленена, без характерните за повечето острови в архипелага заливи и полуострови. Релефът е хълмист с максимална височина до 220 м с дълбоко всечени долини, по които през краткото арктическо лято текат къси бурни реки.
Цялата група острови Батърст е открита през май 1853 г. от отряда на Джордж Хенри Ричардс и Шерард Осбърн, участници в британската арктическа експедиция на Едуард Белчер, но двамата изследователи остават с впечатлението, че са открили един голям остров, който назовават Камерън. Чак през 50-те години на XX век е доказано островното положение на Ил Вание и останалите три острова в групата.
До 60-те години на XX век островът е безименен, когато е кръстен в чест на тогавашния, 19-и (1959 – 1967) генерал-губернатор на Канада Жорж Вание (1888 – 1967).
|  | Тази страница частично или изцяло представлява превод на страницата „Ванье (остров)“ в Уикипедия на руски. Оригиналният текст, както и този превод, са защитени от Лиценза „Криейтив Комънс – Признание – Споделяне на споделеното“, а за съдържание, създадено преди юни 2009 година – от Лиценза за свободна документация на ГНУ. Прегледайте историята на редакциите на оригиналната страница, както и на преводната страница, за да видите списъка на съавторите. ВАЖНО: Този шаблон се отнася единствено до авторските права върху съдържанието на статията. Добавянето му не отменя изискването да се посочват конкретни източници на твърденията, които да бъдат благонадеждни. |